# Ben Williams
Benjamin Philip Williams (Mánchester, Inglaterra, 27 de agosto de 1982), futbolista inglés. Juega de portero y su actual equipo es el Bolton Wanderers de la Football League Championship de Inglaterra. 

## Trayectoria
Él empezó su carrera en el Manchester United, donde hizo algunas apariciones de pretemporada y estuvo en el banquillo por un par de juegos. Williams fue cedido a varios clubes, entre ellos Coventry City, Chesterfield FC y Crewe Alexandra.
Williams firmó un acuerdo permanente con Crewe en 2004, tras su salida de Manchester United. Después de dos temporadas razonables con Crewe, Williams se lesionó y fue sustituido por Ross Turnbull, la temporada de Williams fue aún peor cuando se le diagnosticó una meningitis. Para el final de la temporada, Wlliams había recuperado completamente y regresó al equipo en el inicio de la temporada 2006-07. Se trasladó a Carlisle United para la temporada 2008-09, antes de fichar por el Colchester.

### Manchester United
Durante la temporada 2003-04, fue puesto en el banquillo durante el primer equipo cuando Fabien Barthez estaba lesionado. Él fue cedido a varios clubes durante su carrera, incluyendo conjuros a Coventry City, donde no jugó un competitivo juego, y Chesterfield FC, que se redujeron a un solo arquero cuando Carl Muggleton estaba lesionado por alrededor de seis semanas por una doble fractura de estrés del peroné. El entrenador del Chesterfield Dave Rushbury dijo: "debemos estar haciendo algo bien porque el Manchester United no dejes jugadores a préstamo a menos que estén seguros de que serán debidamente atendidos. Hemos tenido la situación en la mano después de una lesión de Carl Muggleton y estamos encantados de dar la bienvenida a Ben Williams ahora que está disponible para venir a préstamo para nosotros ". El Manchester United aceptó permitir que Williams se quede con los Spireites por segundo mes consecutivo, tras la noticia de que el primer portero del equipo, Carl Muggleton, no se esperaba estar en forma durante otras semanas.

### Crewe Alexandra
En 2004, Williams fue cedido al Crewe Alexandra. Williams hizo 10 apariciones para Crewe, concediendo 14 goles y manteniendo dos semanas limpias durante su periodo de cesión. Su compañero de equipo de Williams, David Wright, dijo a la página web de Crewe que "[ Williams ] es de primera categoría y espero que podamos firmar para el próximo año. Él es joven por lo que sólo puede mejorar. Él es un natural. Puede atrapar la pelota y también se detiene disparos que él no tiene ningún derecho a hacerlo. él es un versátil buen portero ". En junio de 2004, Williams firmó permanentemente para Crewe, a raíz de su salida de Manchester United. En su segunda temporada con Crewe, hizo 23 apariciones. Su tercera temporada con el Crewe fue interrumpida después de que Williams fue diagnosticado con meningitis, a raíz de las cuales Crewe cerró su campo de entrenamiento para evitar la propagación de la enfermedad. Williams se recuperó por completo un par de meses más tarde.
Su cuarta temporada para los Ferroviarios no salió según lo planeado; ya tres partidos en la temporada y Williams habían concedido siete goles. Sin embargo, el arquero estaba tratando de volver a su forma coherente en el que impresionó a la mayoría de los fieles Crewe con guarda su destacada, y tenía la esperanza de romper récord de imbatibilidad de Clayton Ince.
Su contrato expiró en junio de 2008, y rechazó la oferta de una nueva desde el club, por lo que parecía que iba a salir en una transferencia libre Bosman.

### Carlisle United
El 25 de junio, Williams acordó términos con Carlisle United, que lo fichó como sustituto del último portero Kieren Westwood. Williams comenzó su primera (2008-09 ) temporada con Carlisle United como portero titular del equipo .[cita requerida] Sin embargo, después de hacer un par de errores durante los primeros juegos del club de la temporada, fue pronto dejó caer a la banca como en préstamo Ben Alnwick vino al lado. una vez período de préstamo de Alnwick había terminado, Williams espera para recuperar el primer puesto del equipo, pero el portero holandés Tim Krul llegó cedido por el Newcastle United, poco después. una vez período de préstamo de Krul terminado, Williams tuvo la oportunidad en el primer equipo de nuevo, concediendo cuatro contra Tranmere Rovers .[cita requerida] Sus actuaciones mejoraron en la segunda mitad de la temporada, que culminó con la portería a cero contra Millwall FC (que ayudó a Carlisle para evitar el descenso ) y que viene en segundo lugar en la votación de los aficionados para el jugador de la temporada según la votación en el periódico local.[cita requerida]

### Colchester United
Williams fichó por el Colchester United por £ 60.000, el 10 de julio de 2009. Él hizo su debut en el partido inaugural de la temporada, una victoria a domicilio 7-1 sobre Norwich City el 8 de agosto de 2009. Su primera hoja limpia de la temporada 2009-10 fue contra Southampton FC en el empate 0-0 el 5 de septiembre de 2009. Luego mantuvo otras 16 hojas limpias en su temporada de debut y tiene no solo se estableció como portero titular del Colchester United, pero tiene también convertido en un favorito de los del U fieles debido a sus asegurados, actuaciones de mando. [cita requerida] Estas buenas actuaciones llevaron a Williams ganar tres jugador de los Premios de la temporada, al final de la temporada 2009-10 para Colchester United, que incluye tanto el Colchester. partidarios Unidas Asociación ( CUSA ) y lejos jugador de los premios del año votado por los aficionados, y también el jugador Oficial de la concesión del año.[cita requerida] Él decidió dejar Colchester cuando su contrato expiró en junio de 2012; manager John Ward dijo que Williams quería jugar en el Football League Championship.

### Hibernian
El 10 de julio de 2012, Williams firmó un contrato de dos años con el equipo escocés Hibernian FC. En la temporada 2012-13, Williams ha salvado cinco tiros penales de la oposición. Williams ganó el jugador del año de adjudicación realizada por el Hibs Asociación Supporters ' para 2012-13, por delante del goleador regular de Leigh Griffiths.

## Clubes
| Club              | País       | Año       |
| ----------------- | ---------- | --------- |
| Chesterfield FC   | Inglaterra | 2003      |
| Crewe Alexandra   | Inglaterra | 2004-2008 |
| Carlisle United   | Inglaterra | 2008-2009 |
| Colchester United | Inglaterra | 2009-2012 |
| Hibernian FC      | Escocia    | 2012-2014 |
| Bradford City     | Inglaterra | 2014-2016 |